# Povorka kraljeva
Povorka kraljeva (češki: jízda králů) je svečana procesija koja je povezana s proslavom blagdana Duhova a odvija se tijekom proljeća u češkim pokrajinama Južnoj Moravskoj (Skoronice) i Zlínskom kraju (Hluk, Kunovice i Vlčnov), tj. povijesnoj pokrajini Slovácko. Točnije, parada kraljeva se odvija svake godine u selu Vlčnov, svake druge godine u gradu Kunovice, svake tri u gradu Hluk, te svake četiri u selu Skoronice, tijekom folklornog festivala Slovácký rok.
Od 2011. godine parada kraljeva u jugoistočnoj Češkoj je upisana na UNESCO-ov popis nematerijalne svjetske baštine u Europi.

## Odlike
Povorka kraljeva se do Drugog svjetskog rata izvodila po selima cijele jugoistočne Češke i bila je isključivo vezana za proslavu blagdana Duhova, a od tada je više društveni događaj (uglavnom zbog čehoslovačkih komunističkih vlasti kojima se nije svidjela povezanost narodnog običaja s Crkvom). Svaka povorka kraljeva započinje misom, gradonačelnikovim odobrenjem i pripremom konja za procesiju. Sama povorka se sastoji od skupine mladića, obično njih od 15 do 25, koji prolaze kroz selo u svečanoj procesiji. Na čelu povorke su pjevači-konjušari, nakon kojih slijede paževi sa sabljama koji čuvaju „kralja”, tj. na konju svečano odjevenog dječaka (od 10 do 15 godina starosti) s djelomično natkrivenim licem koji u ustima drži ružu u ustima, i ostatak kraljevske povorke. Kralj i paževi su odjeveni u svečane ženske nošnje, dok su ostali vozači odjeven kao muškarci. Pratnja na uređenim konjima se povremeno zaustavlja i pjeva kratkim stihovima koji su duhovit komentar o karakteru i ponašanju gledatelja. Pjevači za svoju izvedbi primaju donacije izravno u svoju kutiju za priloge ili u čizme „kralja”. Kraljevska svita se vraća kući nakon nekoliko sati vožnje i u večernjim satima slavi u kući kralja s malom gozbom, glazbom i plesom. Tradicija i odgovornost povorke kraljeva se prenose s koljena na koljeno. Tradicionalne dekoracije od papira za konje i ceremonijalni kostimi, koje su posebno izradili žene i djevojake upoznate s običajima procesija, su bojama uzoraka i oblicima posebni za svako selo.
I u drugim krajevima Europe postoje slične povorke, kao što su Povorka za križem (Križarje) u Lužici i Uskrsna povorka (Poljska), Povorka nakon žetve (Osterreiten) u Austriji, Bavarskoj (Njemačka) i Sechseläute u švicarskom Zurichu. Sve su one tradicionani seoski festivali, povezani s proljetnom kosidbom i najvjerojatnije datiraju još iz prapovijesti. 

## Teorije o podrijetlu
U duhu romantičarskog nacionalizma, češki spisatelji i povjesničari u 19. stoljeću su željeli dokučiti podrijetlo ovog narodnog običaja, o čemu njegovi narodni izvođači nisu sačuvali nikakvu predaju, i dati mu povijesni kontekst. Oni su utemeljili svoje upitne zaključke na mitovima i legendama koje imaju malo potpore u povijesnim izvorima. Najslavnije je vjerovanje kako je kralj u izvornoj povorci zapravo bio Matijaš Korvin koji se u strahu za svoj život spasio iz izgubljene bitke kod Bílovice (danas Mađarska) protiv češkog kralja Jurja Poděbradskog (1469.), tako što se obukao u ženu koju je njegova pratnja dopratila na sigurno u Trenčin (danas Slovačka). Druga legenda je o spašavanju zatočenog kraljevića Viktorina, sina kralja Jurja Poděbradskog, kojega su Vlčnovjani spasili iz tamnice u Terčinu tako što su ga obukli u ženu i sproveli do sigurnosti u Moravsku.

## Vanjske poveznice
- Povorka kraljeva u Vlčnovu  Arhivirana inačica izvorne stranice od 26. rujna 2012. (Wayback Machine), službene stranice (češ.) (engl.)